# Aparecida D'Oeste

Aparecida D'Oeste este un oraș în São Paulo (SP), Brazilia. 